# Forfone
forfone este o aplicație gratuită VoIP care permite utilizatorilor să efectueze apeluri și să trimită mesaje scrise, imagini și locația curentă.
Aplicația nu necesită o înregistrare în prealabil a utilizatorului, dar însa face posibilă telefonia directă în toate rețelele de telefonie mobila și fixă din întreaga lume prin intermediul  Wireless LAN, LTE (4G) sau 3G, UMTS.
Utilizatorul poate fi contactat 100% prin tehnologia de ”push notification”. Pentru a primi un apel sau un mesaj aplicația nu trebuie să fie deschisă sau să ruleze în background. Aplicația este compatibilă cu orice iPhone, iPod Touch și Android ce rulează o versiune de  iOS 4.0 sau mai mare, sau o versiune de Android 2.2 sau mai mare. forfone este o aplicație VoIP  care face ca tehnologia internetului să fie atat de simplă și de intuitivă, permițînd realizarea apelurilor telefonice la fel de usor ca și cum ar fi efectuate prin operatorul mobil.

## Securitatea datelor
Institutul independent de securitate din Viena SBA-Research a publicat un studiu în care analizează vulnerabilitățile aplicațiilor ce permit transmiterea de mesaje de pe piață, în care au reușit să fure conturile clienților și de asemenea să trimita mesaje false de pe severele proprii în mai multe aplicații. Doar la aplicația forfone și altele 3 nu a reușit să fure conturile și nici să trimită mesaje false utilizatorilor sau să intercepteze mesajele utilizatorilor.